# Friedrich Wilhelm Voigt (componist)

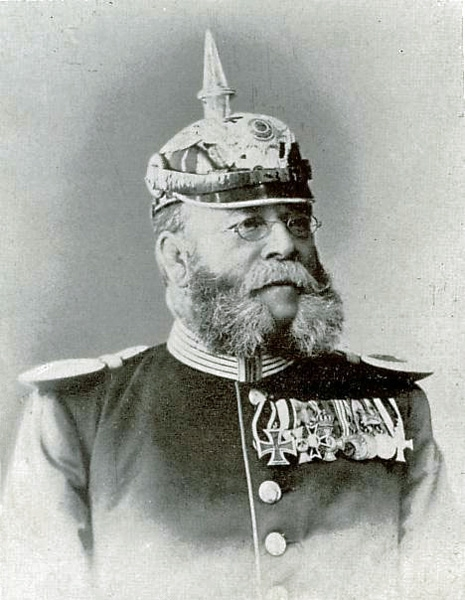
Friedrich Wilhelm Voigt

Friedrich Wilhelm Voigt (Koblenz, 22 maart 1833 - Bernburg, 22 februari 1894) was een Duits componist, muziekpedagoog en dirigent.

## Levensloop
Voigt groeide op in een muzikaal gezin, zijn vader was de militaire muzikant Stabshoboist Christian Voigt. Friedrich Wilhelm Voigt studeerde in Keulen, Leipzig en Berlijn en werd in 1857 dirigent, als opvolger van Carl Engelhardt, van het Erste Garde-Regiment zu Fuß in Potsdam. In deze functie bleef hij tot 1887. Van 1887 tot 1890 was hij de eerste Musikinspizient der Preußischen Armee, een functie, die vergelijkbaar is met de Inspecteur van de Militaire Muziek, en die noodzakelijk werd in het gevolg van de vereniging van de Duitse landen tot het keizerrijk.  
Sinds 1874 was de opleiding van militaire kapelmeesters aan de Hochschule für Musik, Berlijn gevestigd, en Voigt was voor de omzetting verantwoordelijk. Voigt was sinds 1886 professor aan deze hogeschool. 
Als componist liet hij meer dan 100 werken achter en hij wekte bewondering met zijn bewerkingen voor harmoniemuziek van opera's van Richard Wagner. 

## Composities

### Werken voor harmonieorkest
- 1865-1866 Krakowiak aus Österreich (Krakowiak uit Oostenrijk)
- 1871 Salus Caesari nostro Guilelmo, mars (tot herinnering aan de proclamatie van de Duitse keizer Wilhelm I van Duitsland op 18 januari 1871 in Versailles)
- 1883 Deutsche Kaisergarde
- 1889 Finska Rytteriets-Marsch - Marsch der Finnländischen Reiterei im 30-jährigen Kriege (in 1889 van Charlotte van Pruisen uit Zweden meegebracht)
- Angriffskolonnen-Marsch
- Der 30. Januar 1866, mars
- Deutscher Feldherren-Marsch
- Judas Maccabäus
- Kaiser-Friedrich-Fanfare, op. 84
- Regiments-Marsch des Colbergschen Grenadier-Regiments "Graf Gneisenau" (2. Pommersches) Nr. 9
- Stolzenfels-Marsch